# 張雄 (成化乙未進士)
張雄（1442年—？），字鵬飛，山東東昌府濮州范縣人，民籍，明朝政治人物。同進士出身。

## 生平
早年出身國子生，天順六年（1462年）壬午科山東鄉試第十四名。成化十一年（1475年）乙未科會試第七十六名，殿試登進士第三甲第一百八十一名。

## 家族
曾祖父張遷。祖父張德。父亲張祥。